# Legio III Cyrenaica
Legio III Cyrenaica (III Киренаїкський легіон) — римський легіон.

## Історія
Створений у 36 році до н. е. тріумвіром Марком Емілієм Лепідом. Згодом перейшов під командування Марка Антонія й стояв у провінції Киренаїка. Звідси й отримав своє ім'я. Разом з Марком Антонієм брав участь у походах проти Парфії та до Вірменії.
Незадовго до 31 року до н. е. (битві при Акціумі) легіон перейшов на бік Октавіана, тому зберіг свою нумерацію та ім'я. 30 року до н. е. спрямований до Єгипту. У 29-25 роках до н. е. легіон разом з іншими підрозділами здійснив спробу підкорення південної Аравії (сучасного Ємена) — римською Щасливої Аравії. 23 року до н. е. воював проти нубійських племен, після чого стояв в табором у м. Фіви. після цього до 21 року до н. е. під головуванням префекта Публія Петронія воював проти царства Мерое.
З 7 до 11 року н. е. стояв табором у Нікополі (поблизу Олександрії Єгипетської). 11 року окремі частини легіону стояли у Береніці під головуванням Публія Ювенція Руфа. 20 року стояв у Сирії.
За імператора Калігули він закріпився в Олександрії, разом з XXII Блискавичним легіоном, звідки він посилав окремі підрозділи в різні пункти провінції. З 39 до 40 року вексиларії були перекинуті до північної Галлії, де збиралися сили для вторгнення до Британії.
З 58 до 63 року (за часів імператора Нерона) діяв під орудою Гнея Доміція Корбулона проти парфян у Вірменії та Осроені. 66 року відправлений для придушення повстання в Юдеї. 69 року завдяки Гаю Ліцинію Муціану перейшов на бік Веспасіана. після відбуття останнього до Риму, легіон підпорядковувався його синові Титу (майбутньому імператору). Військові цього легіону на чолі із Літернієм Фронтіном відзначилися під час облоги Єрусалиму у 70 році. Після цього повернувся до Єгипту.
З 84 до 88 роках окремі частини легіону брали участь у відновленні моста на притоках Дунаю. 90 року зводив міст біля м. Копт (центральний Єгипет). 106 року Авл Корнелій Пальма підпорядкував області Бостру і Петру в Кам'янистій Аравії. Йому треба було організувати постійну окупацію нової провінції: він послав туди легіон III Cyrenaica. Ці заходи безумовно були проведені після 107 року або наприкінці цього року, бо 4 серпня 107 року легіон був все ще в Олександрії.
Як місце для табору йому була призначена Бостра. Трохи згодом (114–115 роки) спрямовано на боротьбу з другим повстанням євреїв, потім повернувся до Бостри. 120 року воював проти набатейських племен. 123 року він отримав завдання вирушити разом з II Trajana до Євфрату задля оборони кордонів по Євфрату. 127 року повернувся до Єгипту.
З 132 до 136 року брав участь у придушенні повстання юдеїв на чолі із Симоном Бар-Кохбою. За імператора Антоніна Пія окремі підрозділи залучені для придушення мавританських племен. У 162–166 роках бере участь у війні проти Парфії під загальним головуванням імператора Луція Вера. У 166–170 роках був учасником Першої Маркоманської війни. 175 року на початку брав участь у змові Авідія Кассія, проте швидко повернувся на бік імператора Марка Аврелія.
У 193 році легіон підтримав претендента на трон Песценнія Нігера. У 215–217 роках був частиною армії імператора Каракалли проти Парфян. у 216 році легіонери Legio III Cyrenaica з Скіфським легіоном звели у м. Дура Европос амфітеатр. У 231–233 роках за імператора Олександра Севера — учасник походу проти Персії.
За часів імператорів Валеріана та Галлієна легіон стояв у Бострі. У 270–272 роках на чолі із імператором Авреліаном воював проти цариці Зенобії, відзначився при захопленні Пальміри. Після цього перемістився до Арабського лімеса, забезпечував тут охорону кордонів імперії (разом з IV Марсовим легіоном). Цей легіон ще у 420-430-х роках стояв у Бострі (Аравія).